# Amphiglossa tecta
Amphiglossa tecta là một loài thực vật có hoa trong họ Cúc. Loài này được (Brusse) Koek. mô tả khoa học đầu tiên năm 1999.